# エコサイド
エコサイド（英語: ecocide）とは、深刻で広範囲な、または長期間の環境被害がかなりの可能性で発生すると知っていながら行われた違法または不法行為を意味する。エコサイドという言葉は、エコとジェノサイド（大量虐殺）を組み合わせたもので、環境破壊を国際犯罪として位置づけようとする考え方や動きである。

## 概要
エコサイドという概念の歴史は古く、1970年に米国の生物学者、アーサー・ガルストンがつくりだした概念とされている。その後、数十年にわたる議論の末、2010年に、環境権保護活動家であり弁護士であるポリー・ヒギンズが、国連が定める「平和に対する罪」、つまりジェノサイド（集団殺害犯罪）、戦争犯罪、侵略犯罪、そして人道に対する犯罪に加え、エコサイドを第5の犯罪として認定することを提案した。すでにロシアやカザフスタン、ベラルーシやウクライナなど国レベルでは大規模環境破壊を犯罪として位置付けているところもあるが、国際的な位置づけは現段階ではない。
エコサイドには、石油の流出やプラスチックによる海洋汚染、底引き網や乱獲による海洋資源の枯渇、牛の放牧や鉱物資源の採掘、パームヤシプランテーションによる森林破壊、鉱物資源の採掘や繊維産業から排出される化学物質などによる土地と水の汚染、核実験や原子力発電所の事故による放射能汚染、工場から排出される汚染物質による大気汚染などが挙げられる。
近年、ヨーロッパを中心にエコサイドを国際犯罪として法制化する動きが活発化している。法制化とは具体的には、国際刑事裁判所（ICC）を規定するローマ規定に修正を加える形で、エコサイドを国際的な犯罪として位置づけることを意味する。締約国121か国のうち80か国がエコサイドを追加することを提案するローマ規定の修正案に署名すれば成立となる。2021年4月には仏下院で、国内における重大環境破壊をエコサイドと位置づけ、罰則をもうけた法案が可決された。また英国でも、2021年6月に元・緑の党首のバロレス・ベネット議員が環境法案にエコサイドを追加する修正案を提出した。さらには、EUでも、加盟国が国際刑事裁判所のローマ規定のもとでエコサイドを国際的な犯罪として認識することを促進するよう求める決定がなされた。

## メリットとデメリット
エコサイド法制化が意味することは、環境破壊につながるような行為を抑制し、地球上に生きるすべての生命を守ることである。エコサイドが国際的な罪になれば、「エコサイドを生じさせた企業のトップ」、「エコサイドにつながる事業を優先させる政策を許可した国家・州の元首」、「エコサイドを生じさせる事業に資金供給をしたトップ」などの関係者は裁かれ、責任を負うことになり、一定の抑止力になり、より積極的な行動が期待できる。
一方で、エコサイド法制化には反対する意見もある。例えば、以下のようなものが挙げられる。
- エコサイドの定義が曖昧であり、具体的にどんな行為が対象になるのか不明確である。
- エコサイドは人道に対する罪やジェノサイドとは異なり、直接的な被害者や加害者が明確ではなく、裁判や証拠の収集が困難である。
- エコサイド法制化は経済発展や産業活動に制約をかけ、途上国や開発途上国の利益や主権を侵害する恐れがある。
- エコサイド法制化は国際刑事裁判所の権威や信頼性を損ね、他の重要な犯罪への対処力を弱める可能性がある[2]。